# Par hasard
Singles de Mireille Mathieu
Un enfant viendra
(1979) Les Pianos du paradis
(1980)
Pistes de Romantiquement vôtre
Le village oublié Les violons de la Géorgie
Par hasard est une chanson de la chanteuse française Mireille Mathieu parue en France en 1979 chez Philips.
La face B du 45 tours, Le village oublié est chantée avec la participation des Petits chanteurs à la Croix de bois et fut également enregistrée en allemand sous le titre Glockenläuten.